# Куаутла (Халиско)
Куау́тла (исп. Cuautla) — посёлок в Мексике, в штате Халиско, входит в состав одноименного муниципалитета и является его административным центром. Численность населения, по данным переписи 2020 года, составила 1330 человек.

## Общие сведения
Название Cuautla с языка науатль можно перевести как: место пикирующих орлов.
Куаутла была основана в доиспанский период. Регион был заселён чичимеками, а Куаутла была главным поселением индейцев куютеко.
В 1525 году регион был завоёван конкистадором Франсиско Кортесом, а Куаутла стала энкомьендой под управлением Антонио де Агуайо и Мартина де Рифараче.
В 1911 году в ходе вооружённых столкновений были сожжены документы городских архивов.
Во времена восстания кристерос были убиты несколько священников.
Посёлок расположен в 170 км к юго-западу от столицы штата, города Гвадалахара, в 28 км от федеральной трассы 80.

## Население
| Год  | Численность | Численность |
| ---- | ----------- | ----------- |
| 2000 | 1376        | [ 7 ]       |
| 2005 | 1176        | [ 8 ]       |
| 2010 | 1253        | [ 9 ]       |
| 2020 | 1330        | [ 10 ]      |